# Junta de Traslaloma
Junta de Traslaloma é um município da Espanha na província de Burgos, comunidade autónoma de Castela e Leão, de área 76 km² com população de 192 habitantes (2007) e densidade populacional de 2,64 hab/km².

## Demografia
| Variação demográfica do município entre 1991 e 2004 | Variação demográfica do município entre 1991 e 2004 | Variação demográfica do município entre 1991 e 2004 | Variação demográfica do município entre 1991 e 2004 |
| --------------------------------------------------- | --------------------------------------------------- | --------------------------------------------------- | --------------------------------------------------- |
| 1991                                                | 1996                                                | 2001                                                | 2004                                                |
| 250                                                 | 218                                                 | 184                                                 | 200                                                 |